# Laurent Epstein
Pour les articles homonymes, voir Epstein.
Laurent Epstein, né à Strasbourg en 1964, est un pianiste de jazz français. Il se produit dans de nombreuses salles en France et à l'étranger,, avec ses formations comme son trio avec Yoni Zelnik (contrebasse) et David Georgelet (batterie), son quartet, ou en sextet. 
C'est aussi un sideman parmi les plus sollicités de la scène parisienne aux côtés de grands noms du jazz français et international tel que Patrick Saussois, Sébastien Giniaux, Angelo Debarre, William Brunard, Jean-Loup Longnon, Hervé Meschinet, Harvey Thompson ou Rachel Gould.

## Discographie
Laurent Epstein enregistre en 2009 l'album En toute simplicité alternant compositions et reprises avec son trio composé de Yoni Zelnik, à la contrebasse et de David Georgelet, à la batterie. 
Laurent Epstein figure sur une vingtaine d'albums, dont le poème-jazz L'Émeute d' André Prodhomme où il improvise qui a obtenu en juin 2010 un prix « Coup de cœur » de l'Académie Charles-Cros mais aussi le disque Django Stories du quartet du contrebassiste William Brunard avec notamment Bireli Lagrène et Angelo Debarre.